# Татарський кінний полк

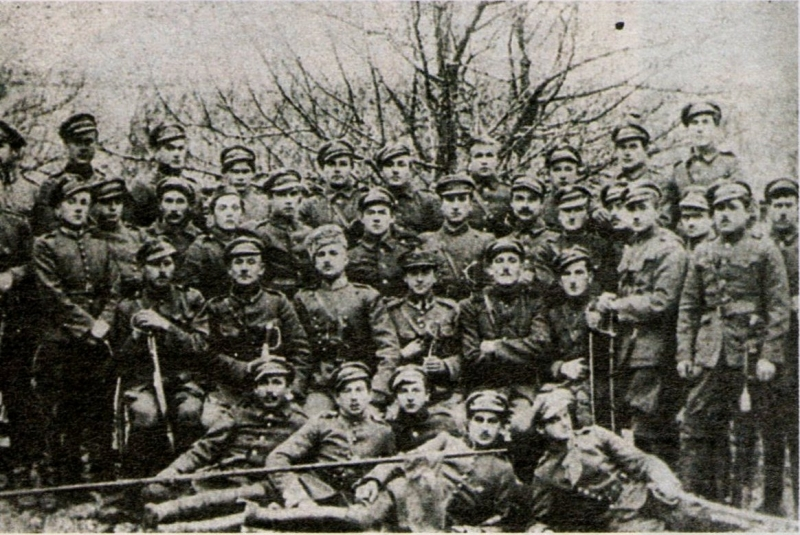
Вояки татарського полку

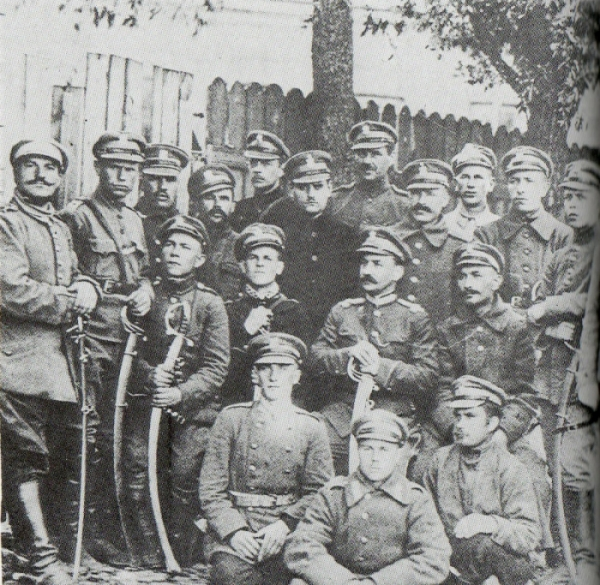
Група солдатів полку (1919)

Татарський кінний полк імені Мустафи Ахматовича — кавалерійська частина Війська Польського.

## Історія
У січні 1919 року почалося формування «татарської кінноти». Військовими були переважно татари-липки. Там служили і мусульмани інших національностей, зокрема: азербайджанці. 31 січня у Варшаві видано перший полковий наказ. 14 лютого підрозділ було переведено до Острува-Мазовецького, а 23 лютого — до Білостока.
Зрештою, у липні 1919 року було сформовано три лінійні ескадрони, кулеметний ескадрон та технічний ескадрон. 16 вересня 1919 року наказом головнокомандувача Юзефа Пілсудського підрозділ отримав назву полк Татарських Уланів імені полковника Мустафи Ахматовича. 10 червня 1919 року татарська кавалерія була розширена в полк.
Полк спочатку воював проти німецьких військ в районі Гродно, потім був переведений на Полісся. Згодом брав участь у Київській операції і увійшов до Києва. Прикривав польські війська у відступаючих боях у районі Горині над Стирем. В результаті цих боїв полк зазнав великих втрат, залишилося лише 86 уланів. Полк, який брав участь у боях в районі Вишогруда і Добжиня у 1920 році, був відтворений у Плоцьку. 10 вересня 1920 року в районі Кроснєвіце майор Томашевич розформував полк і включив його солдатів до резервного ескадрону 13-го Віленського кавалерійського полку.
Після розформування полку багато уланів було направлено до 13-го Віленського полку уланів, 1-й ескадрон якого з 1936 року носив відмітну назву «Татарський».

## Солдати Татарського кінного полку
Командири полків
- Полковник Роман Фальковський (I — † II 1919[1])
- майор кав. Вільгельм Світолдич-Кисіль (лютий — 8 травня 1919 [1])
- Полковник Євгеніуш Шляський (з 8 травня 1919 [1])
- ген. 2-й лейтенант Олександр Романович (з 20 січня 1920 [1])
- Підполковник Зенон Кричинський (після березня 1920) [1]
- Майор Владислав Томашевич

Особовий склад у 1919—1920 рр
- заступник командира полку — підполковник. Полковник Зенон Кричинський[1]
- Командир ескадрону — капітан Рожнятовський
- полковий ад'ютант — лейтенант Густав Гартінг[1]
- командир 1-ї ескадрону — ртм. Тадеуш Дацкевич[1]
- командир 2-го ескадрону — лейтенант Казімєж Колашинський[1]
- командир 3-го ескадрону — поручник Міхал Лісецький[1]
- командир 3-ї ескадрону — поручик Іскандер Ахматович[1]
- командир 4-го ескадрону — лейтенант Зигмунт Ельснер[1]
- командир 4-ї ескадрону — лейтенант Антоневич[1]
- офіцер ескадрону — 2-й лейтенант Богдан Міклевський[1]
- командир ескадрону великокаліберних кулеметів — ротмістр Йосуф Полторжицький[1]
- командир технічного ескадрону — лейтенант Каллаур[1]
- командир похідного (пішого) ескадрону — ротмістр Ріхтер[1]
- командир окремого ескадрону — поручник Вацлав Ґоздава-Заторський[1]

командирів резервних ескадронів
- ротмістр Давид Янович-Чайнський (з 16 травня 1919 р.)
- Майор Грот-Немоєвський
- ротмістр Зигмунт Ельснер
- ротмістр Рожнятовський
- Майор Владислав Томашевич

Рядові
- Олександр Стефанович

## Полкові кольори
З 1919 року лапа малинова, а вставка світло-блакитна. На лапі емблема у вигляді півмісяця з вписаною зіркою.
Синій вимпел спеціального малюнка, нерозрізаний, овальний, із золотою полковою емблемою
Світло-зелений вимпел із жовтими півмісяцем і зіркою. Улани замість рогативок носили овчинні «папахи». Замість хоругви в полку був бунчук.